# Melese inconspicua
Melese inconspicua är en fjärilsart som beskrevs av Rothschild 1909. Melese inconspicua ingår i släktet Melese och familjen björnspinnare. Inga underarter finns listade i Catalogue of Life.